# King Shaw’s Grave

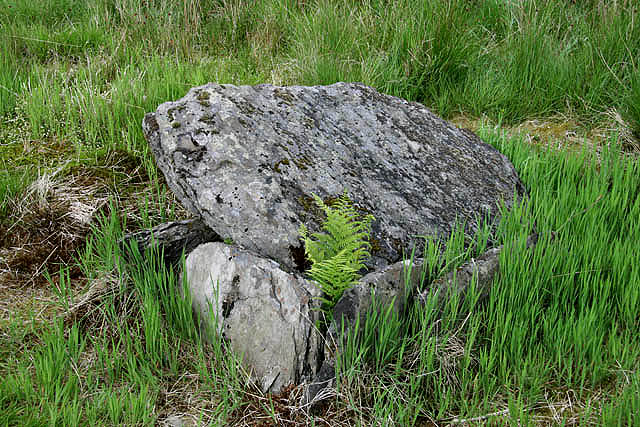
King Shaw’s Grave

Die 1828 entdeckte Steinkiste King Shaw’s Grave (auch Bank Head Hill, King Schaw’s Grave oder King Schaw’s Cist genannt) liegt auf einer leichten Erhöhung in der aufgeforsteten, ebenen Moorlandschaft des Airswood Moss, südlich von Eskdalemuir und nördlich von Lockerbie im Osten von Dumfries and Galloway in Schottland. 
Die Steinkiste liegt mittig in einem fast vollständig abgetragenen, niedrigen Cairn, der einen Durchmesser von etwa 16,5 m hatte und von Randsteinen gefasst war. Die Nordwest-Südost orientierte Steinkiste besteht aus drei rechteckigen Platten (die Südwestseite ist offen), misst 1,25 × 0,6 m und ist 0,75 m hoch. Im Cairn gab es Steinreihen, die die Form eines Andreaskreuzes hatten, das von den Ecken der zentralen Kiste ausging, die ein Hockergrab enthielt. Fragmentarische Knochen wurden verstreut zwischen den Kreuzarmen gefunden. Am Ende eines Kreuzarmes, etwa 4,2 m von der zentralen Kiste entfernt, wurde rechtwinklig zur Steinreihe eine ähnliche Kiste gefunden. Eine weitere soll am Ende des gegenüber liegenden Kreuzarmes gefunden worden sein. Wahrscheinlich waren alle Kreuzarme mit Kisten verbunden, so dass der komplexe Standort fünf Kisten barg. Der auf der Kiste aufliegende rechteckige Deckstein ersetzte den zerstörten Felsblock.